# محول تيار متردد
محول تيار متردد، (بالإنجليزية: AC adapter) ويعرف بمحول AC أو محول AC DC أو AC/DC محول هو نوع من أنواع امدادات الطاقة، والذي غالبا ما يكون (خارجي external) بحافظة أو علبة أو صندوق كشاحن الهاتف أو (داخلي internal) كـ (الباور سبلاي الداخلي internal Power supply)، ومن بين الأسماء والأنواع الأخرى الشائعة: (حزمة المكونات plug pack)، (المكونات في المحول plug-in adapter)، (كتلة المحول adapter block)، (محول تيار كهربائي محلي domestic mains adapter)، (خط محول طاقة line power adapter)، (محول ثآليل wall wart)، (محول صندوق wall transformers)، (علبة شاحن power brick)، (رأس شاحن wall charger)، (محول طاقة power adapter). كما ويمكن وصف محولات المعدات التي تعمل بالبطارية بأنها أجهزة شحن أو أجهزة إعادة شحن (تعرف بشاحن البطارية).
كما وتُستخدم محولات التيار المتردد مع الأجهزة الكهربائية التي تتطلب طاقة ولكن عناصرها الالكترونية لا تعمل على التيار المتردد ولذا يأتي دور المحول الكهربائي ليقوم بتحويل التيار المتردد إلى تيار مُستمر مع فولتية تناسب هذه الاجهزة.

ان الطاقة المطلوبة من دوائر هذه المحولات تتشابه في ما بينها إكان المحول ذو تصميم داخلي أو خارجي على حد سواء.

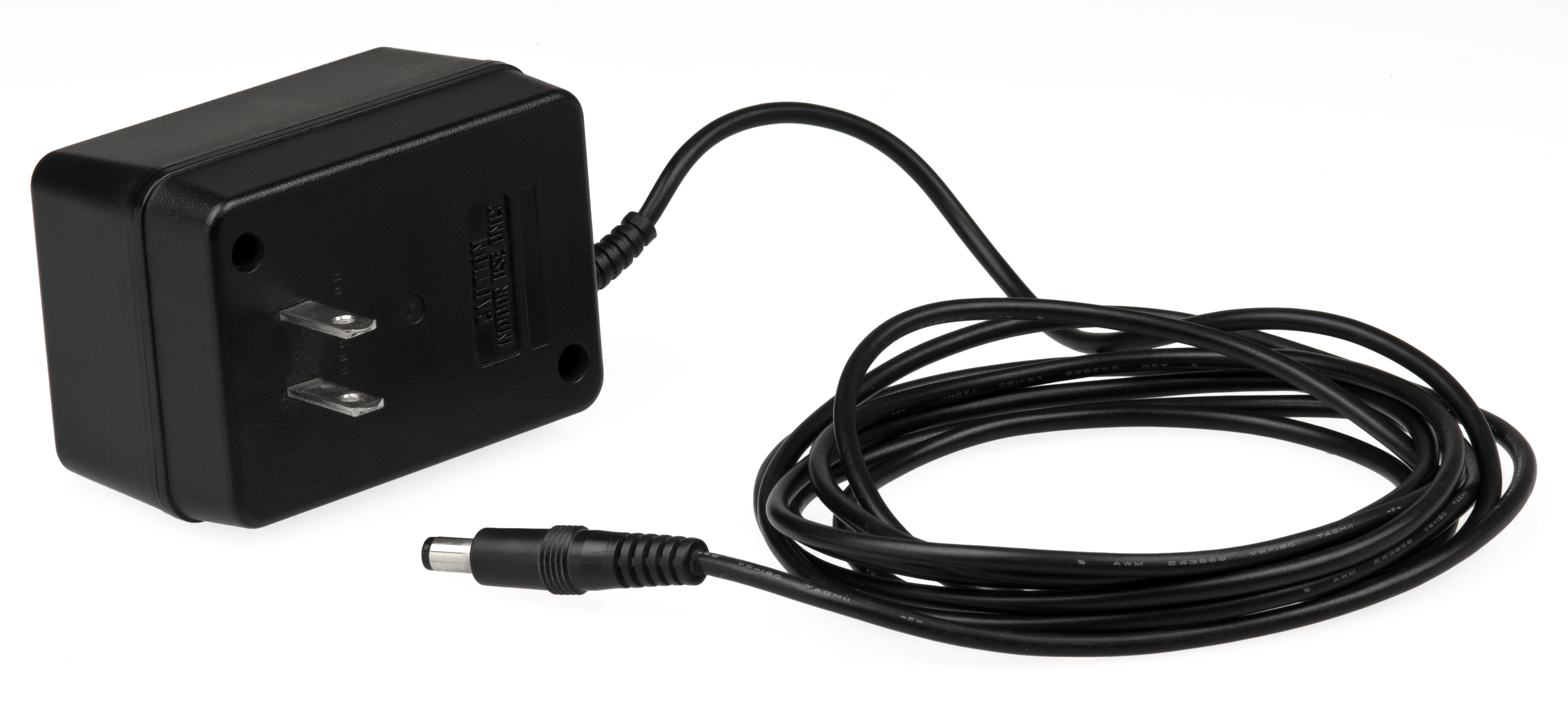
محول تيار متردد من نوع "ثؤلول الجدار" لوحدة تحكم ألعاب منزلية

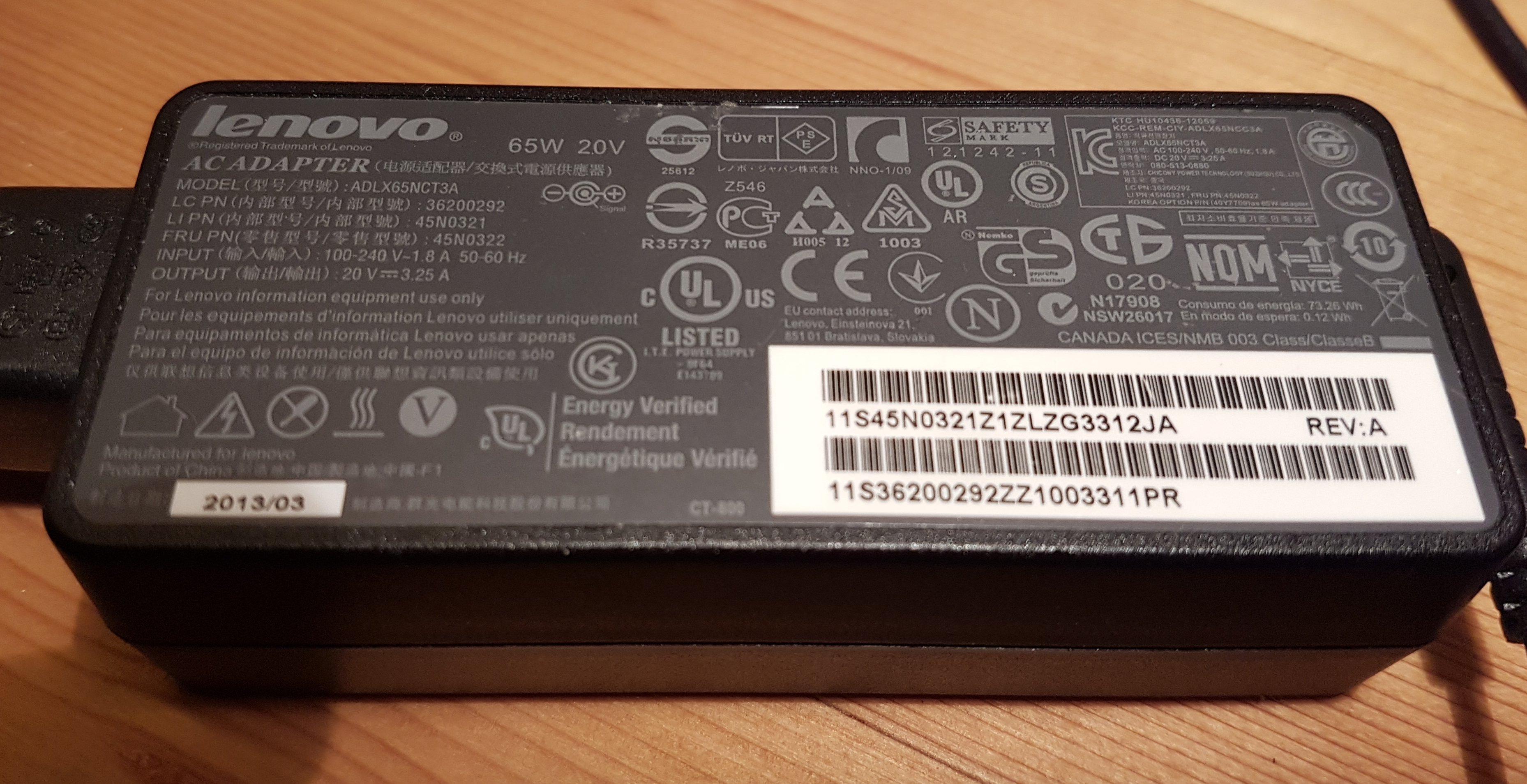
محول تيار متردد لأجهزة الكمبيوتر المحمول لينوفو

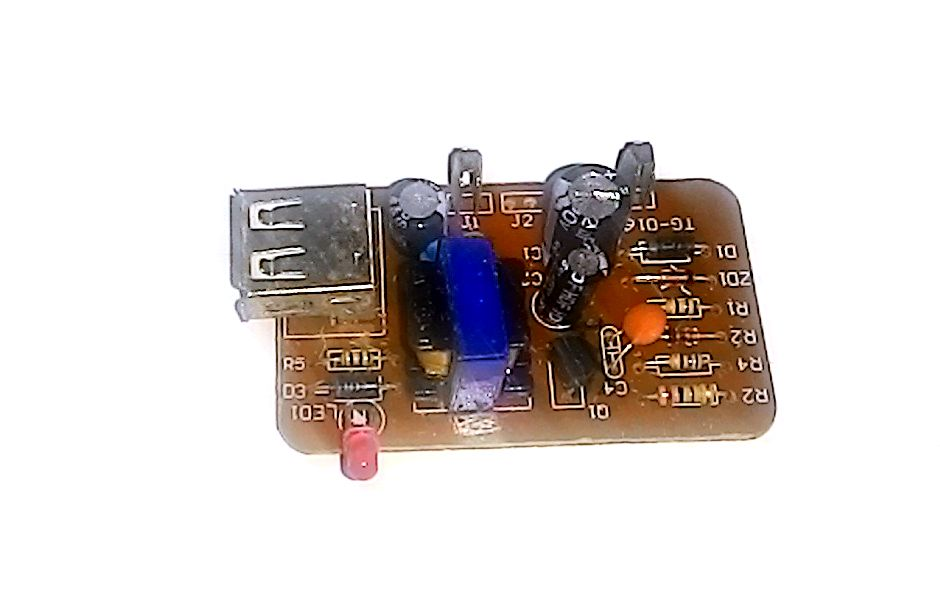
دائرة كهربائية لمحاولات التيار المترددة

تُستخدم مصادر الطاقة الخارجية مع كل من المعدات التي لا يوجد بها مصدر آخر للطاقة ومع المعدات التي تعمل بالبطارية، حيث يمكن للمصدر، عند توصيله، شحن البطارية في بعض الأحيان بالإضافة إلى تشغيل الجهاز.
يسمح استخدام مصدر طاقة خارجي بإمكانية نقل المعدات التي تعمل إما بالتيار الكهربائي أو بالبطارية بدون الجزء الأكبر من مكونات الطاقة الداخلية، ويجعل من غير الضروري إنتاج معدات للاستخدام فقط مع مصدر طاقة محدد؛ يمكن تشغيل نفس الجهاز من 120 فولت تيار متردد أو 230 فولت تيار متردد أو بطارية مركبة أو طائرة باستخدام محول مختلف. من المزايا الأخرى لهذه التصاميم زيادة السلامة؛ نظرًا لأن الطاقة الخطرة التي تبلغ 120 أو 240 فولت يتم تحويلها إلى جهد أقل وأكثر أمانًا عند مقبس الحائط ويتم تشغيل الذي يتعامل معه المستخدم بواسطة هذا الجهد المنخفض.

## أساليب العمل
في الأصل، كانت معظم محولات التيار المتردد أو التيار المستمر عبارة عن إمدادات طاقة خطية، تحتوي على محول لتحويل جهد التيار الكهربائي الرئيسي إلى جهد أقل، ومعدل لتحويله إلى تيار مستمر نابض، ومرشح لتنعيم شكل الموجة النابض إلى تيار مستمر، مع اختلافات صغيرة بما يكفي لترك الجهاز الذي يعمل بالطاقة دون تأثر. تم تحديد حجم ووزن الجهاز إلى حد كبير بواسطة المحول، والذي تم تحديده بدوره من خلال خرج الطاقة وتردد التيار الكهربائي. جعلت التقييمات التي تزيد عن بضع واط الأجهزة كبيرة جدًا وثقيلة بحيث لا يمكن دعمها فعليًا بواسطة مقبس الحائط. يتنوع جهد الخرج لهذه المحولات حسب الحمل؛ بالنسبة للمعدات التي تتطلب جهدًا أكثر استقرارًا، تمت إضافة دارة منظم الجهد الخطي. كانت الخسائر في المحولات والمنظم الخطي كبيرة؛ وقد كانت الكفاءة منخفضة نسبيًا، وتبددت قوة كبيرة كحرارة حتى عند عدم قيادة حمولة.
في أوائل القرن الحادي والعشرين، أصبحت إمدادات الطاقة ذات الوضع المحول (أختصارها: SMPSs) تكون موجودة في كل مكان تقريبًا لهذا الغرض. يتم تصحيح جهد التيار الكهربائي إلى جهد مباشر عالٍ يقود دائرة تبديل، والتي تحتوي على محول يعمل بتردد عالٍ ويخرج تيارًا مباشرًا عند الجهد المطلوب. يتم ترشيح تموج التردد العالي بسهولة أكبر من التردد الرئيسي. يسمح التردد العالي للمحول بأن يكون صغيرًا، مما يقلل من خسائره؛ ويمكن أن يكون منظم التحويل أكثر كفاءة من المنظم الخطي. والنتيجة هي جهاز أكثر كفاءة وأصغر حجمًا وأخف وزنًا. يتم ضمان السلامة، كما هو الحال في الدائرة الخطية القديمة، لأن المحول لا يزال يوفر العزل.
يجب تصميم الدائرة الخطية لنطاق محدد وضيق من الفولتية المدخلة (على سبيل المثال، 220-240 فولت تيار متردد) ويجب أن تستخدم محولًا مناسبًا للتردد (عادةً 50 أو 60 هرتز)، ولكن يمكن لإمداد الوضع المحول العمل بكفاءة فوق نطاق واسع جدًا من الفولتية والترددات؛ ستتعامل وحدة واحدة من 100 إلى 240 فولت تيار متردد مع أي مصدر للتيار الكهربائي في العالم تقريبًا.
إن طبيعة تصميمات التحويل عالية السرعة وعالية الطاقة هذه هي أنه عندما لا يتم تنفيذ هذه التدابير الوقائية، يمكن توليد توافقيات طاقة عالية نسبيًا وإشعاؤها في الجزء الراديوي من الطيف. تتناقص كمية طاقة التردد اللاسلكي عادةً مع التردد؛ لذلك، على سبيل المثال، قد يكون التداخل في نطاق بث الموجة المتوسطة (US AM) في منطقة ميغا هرتز واحد قويًا، بينما قد يكون التداخل مع نطاق بث FM حوالي 100 ميغا هرتز أقل بكثير. المسافة عامل. كلما اقترب التداخل من جهاز استقبال لاسلكي، زاد شدته. حتى استقبال واي-فاي في نطاق جيجاهيرتز يمكن أن يتدهور إذا كانت هوائيات الاستقبال قريبة جدًا من محول التيار المتردد المشع. يمكن تحديد ما إذا كان التداخل قادمًا من محول تيار متردد معين ببساطة عن طريق فصل المحول المشتبه فيه مع ملاحظة مقدار التداخل المتلقى في النطاق اللاسلكي الذي يسبب المشكلة. في بيئة منزلية أو تجارية حديثة، قد يكون هناك العديد من محولات التيار المتردد قيد الاستخدام؛ في مثل هذه الحالة، يجب فصلهم جميعًا، ثم أعادة توصيلهم واحدًا تلو الآخر حتى يتم العثور على الخلل أو المشكلة.

## مشاكل
أظهرت محولات التيارات المترددة مشاكل كثيرة للمستهلكين عدم رضا واسع النطاق عن التكلفة، والإزعاج، والهدر الناتج عن وفرة محولات الطاقة التي تستخدمها الأجهزة الإلكترونية. كتب مؤلف الخيال العلمي والكاتب الساخر دوجلاس آدامز مقالًا يأسف على الإسراف والارتباك في محولات الطاقة، ويدعو إلى مزيد من التوحيد القياسي.

## كفاءة
بالنظر إلى الكفاءة الإجمالية لإمدادات الطاقة للمعدات الإلكترونية الصغيرة، تم العثور على مصدر الطاقة الأقدم القائم على المحولات الخطية ذات التردد الرئيسي في تقرير عام 2002 على كفاءات تتراوح من 20 إلى 75٪، حيث أن هذه الأجهزة لديها فقد كبير في الطاقة حتى عند تشغيلها ولكن لا يتم الإمداد بقوة. حيث تعد مصادر الطاقة ذات الوضع المحول (SMPS) أكثر كفاءة؛ يمكن أن يكون التصميم الجيد فعالاً بنسبة 80-90٪، وهي أيضًا أصغر حجمًا وأخف وزنًا. في عام 2002، كانت معظم محولات الطاقة الخارجية «ثؤلول الجدار» التي تستخدم عادة للأجهزة الإلكترونية الاستهلاكية منخفضة الطاقة ذات تصميم خطين، بالإضافة إلى الإمدادات المضمنة في بعض المعدات.
عادةً ما تُترك الإمدادات الخارجية موصولة بالكهرباء حتى عندما لا تكون قيد الاستخدام، وتستهلك طاقة تتراوح من بضع واط إلى 35 واط من الطاقة في هذه الحالة. خلص التقرير إلى أنه يمكن توفير حوالي 32 مليار كيلوواط / ساعة (kWh) سنويًا، أي حوالي 1٪ من إجمالي استهلاك الطاقة الكهربائية، في الولايات المتحدة عن طريق استبدال جميع إمدادات الطاقة الخطية (متوسط الكفاءة 40-50 ٪) بتصميمات تحويل متقدمة (كفاءة 80-90٪)، من خلال استبدال إمدادات التحويل القديمة (كفاءات أقل من 70٪) بتصميمات متقدمة (كفاءة لا تقل عن 80٪)، وتقليل استهلاك الإمدادات الاحتياطية إلى ما لا يزيد عن 1 واط.
نظرًا لأن الطاقة الكهربائية المهدرة يتم إطلاقها كحرارة، فإن مصدر الطاقة غير الفعال يكون ساخنًا عند اللمس، كما هو الحال الذي يهدر الطاقة بدون حمل كهربائي. تعتبر هذه الحرارة المهدرة في حد ذاتها مشكلة في الطقس الدافئ، لأنها قد تتطلب تكييف هواء إضافي لمنع ارتفاع درجة الحرارة، وحتى لإزالة الحرارة غير المرغوب فيها من الإمدادات الكبيرة.

## محولات عالمية
يمكن أن تتعطل محولات الطاقة الخارجية، ويمكن فصلها عن المنتج المخصص لتشغيلها. وبالتالي، هناك سوق للمحولات البديلة. يجب أن يتطابق الاستبدال مع جهد الإدخال والإخراج، وأن يتطابق مع القدرة الحالية أو يتجاوزها، وأن يكون مزودًا بموصل مطابق. يتم تصنيف العديد من المنتجات الكهربائية بشكل سيء بالمعلومات المتعلقة بمصدر الطاقة الذي تتطلبه، لذلك من الحكمة تسجيل مواصفات مصدر الطاقة الأصلي مسبقًا، لتسهيل الاستبدال في حالة فقد الأصل لاحقًا. يمكن أن يؤدي وضع العلامات الدقيقة على محولات الطاقة أيضًا إلى تقليل احتمالية حدوث اختلاط قد يتسبب في تلف المعدات.
تسمح بعض مصادر الطاقة البديلة «العالمية» بتبديل جهد الخرج والقطبية لتتناسب مع مجموعة من المعدات. مع ظهور إمدادات وضع التبديل، أصبحت المحولات التي يمكنها العمل بأي جهد من 110 فولت إلى 240 فولت تيار متردد متاحة على نطاق واسع؛ في السابق تم استخدام إصدارات 100-120 VAC أو 200-240 VAC. المحولات التي يمكن استخدامها أيضًا مع طاقة السيارة والطائرة.

### موصلات X رباعية الاتجاهات
موصلات X رباعية الاتجاهات أو موصلات نجمة سداسية الاتجاه، تُعرف أيضًا باسم موصلات العنكبوت، تتكون أحجامها وأنواعها من قوابس متعددة شائعة في مصادر الطاقة العامة. تحتوي مصادر الطاقة البديلة الأخرى على ترتيبات لتغيير موصل الطاقة، مع توفر أربعة إلى تسعة بدائل مختلفة عند شرائها في مجموعة. تبيع شركة راديو شارك (بالإنجليزية: RadioShack)‏ محولات التيار المتردد العالمية ذات السعات المختلفة، والتي تحمل العلامة التجارية "Enercell Adaptaplug"، ومزودة بمآخذ توصيل ذات قطع توصيل متوافقة مع تشكيلة موصلات Adaptaplug الخاصة بها. يسمح هذا بتجميع العديد من التكوينات المختلفة لمحولات التيار المتردد معًا، دون الحاجة إلى لحام. تقدم Philmore والعلامات التجارية المنافسة الأخرى محولات تيار متردد مماثلة مع موصلات قابلة للتبديل.
قد لا يكون الملصق الموجود على مصدر الطاقة دليلاً موثوقًا به للجهد الفعلي الذي يوفره في ظل ظروف مختلفة. العديد من مصادر الطاقة منخفضة التكلفة «غير منظمة»، حيث يمكن أن يتغير جهدها بشكل كبير مع الحمل. إذا تم تحميلهم بشكل خفيف، فقد يخرجون أكثر بكثير من جهد «لوحة الاسم» الاسمي، مما قد يؤدي إلى تلف الحمل. إذا كانت محملة بشكل كبير، فقد يتدلى جهد الخرج بشكل ملحوظ، في بعض الحالات أقل بكثير من جهد الملصق الاسمي حتى ضمن التيار المقنن الاسمي، مما يتسبب في تعطل المعدات أو تلفها. الإمدادات ذات المنظمات الخطية (مقابل التبديل) ثقيلة وضخمة ومكلفة.
تعد مصادر الطاقة الحديثة بتبديل الوضع (SMPS) أصغر حجمًا وأخف وزنًا وأكثر كفاءة. لقد وضعوا جهدًا ثابتًا أكثر بكثير من الإمدادات غير المنظمة حيث يختلف جهد الدخل وتيار الحمل. عند تقديمها، كانت أسعارها مرتفعة، ولكن بحلول أوائل القرن الحادي والعشرين، انخفضت أسعار مكونات وضع التبديل إلى درجة سمحت حتى للإمدادات الرخيصة باستخدام هذه التقنية، مما يوفر تكلفة محول تردد رئيسي أكبر وأثقل.

### قسم محولات الاستشعار التلقائي
تقوم بعض المحولات العامة تلقائيًا بتعيين جهد الخرج والتيار الأقصى وفقًا لمجموعة من الأطراف القابلة للتبديل؛ تتوفر النصائح لتناسب العديد من أجهزة الكمبيوتر المحمولة والأجهزة المحمولة وتزويدها بالطاقة المناسبة. قد تستخدم الأطراف المختلفة نفس الموصل، ولكنها توفر تلقائيًا طاقة مختلفة؛ من الضروري استخدام الطرف الأيمن للجهاز الذي يتم تشغيله، ولكن لا يلزم تعيين مفتاح بشكل صحيح من قبل المستخدم. سمح ظهور إمدادات الطاقة في وضع التبديل للمحولات بالعمل من أي مصدر تيار متردد من 100 إلى 240 فولت مع قابس مناسب؛ يمكن أيضًا دعم التشغيل من إمدادات المركبات والطائرات القياسية بجهد 12 فولت. باستخدام المهايئ والملحقات والنصائح المناسبة، يمكن تشغيل مجموعة متنوعة من المعدات من أي مصدر للطاقة تقريبًا.
تم اقتراح نظام "Green Plug"، استنادًا إلى تقنية USB، والذي من خلاله يقوم الجهاز المستهلك بإخبار مصدر الطاقة الخارجي بنوع الطاقة المطلوبة.

## محولات التيار المتردد لقطعيو إس بي
ظهر موصل USB كمعيار واقعي في محولات التيار المتردد وكانت تكون منخفضة الطاقة للعديد من الأجهزة المحمولة. بالإضافة إلى تبادل البيانات الرقمية التسلسلية، يوفر معيار USB أيضًا طاقة 5 VDC، حتى 500 مللي أمبير ( 900 مللي أمبير عبر USB 3.0). تم تصميم العديد من أدوات الملحقات USB للاتصال بـالفلاشة فقط من أجل طاقة التيار المستمر وليس لتبادل البيانات. أصدر منتدى USB Implementers في مارس 2007 مواصفات شحن بطارية USB، بالإضافة إلى آليات الكشف والتحكم والإبلاغ للسماح للأجهزة بسحب تيار يتجاوز مواصفات يو إس بي 2.0 للشحن" تم تصميم المراوح الكهربائية والمصابيح وأجهزة الإنذار وسخانات القهوة وشواحن البطاريات وحتى الألعاب للاستفادة من الطاقة من موصل USB. تتوفر محولات التوصيل المجهزة بأوعية USB على نطاق واسع لتحويل طاقة 120 فولت تيار متردد أو 240 فولت تيار متردد أو طاقة سيارات 12 فولت تيار مستمر إلى طاقة 5 فولت تيار مباشر USB.
أدى الاتجاه نحو الأجهزة الإلكترونية الأكثر إحكاما إلى تحول نحو موصلات micro-USB و mini-USB ، والتي تتوافق كهربائيًا في وظيفتها مع موصل USB الأصلي ولكنها أصغر من الناحية المادية.
في عام 2012، تم اقتراح مواصفات توصيل طاقة يو إس بي لتوحيد توصيل ما يصل إلى 100 واط، وهو مناسب للأجهزة مثل أجهزة الكمبيوتر المحمولة التي تعتمد عادةً على المحولات الخاصة.